# Margaret Woodbridge
Margaret Darling Woodbridge (verehelichte Presley; * 6. Januar 1902 in Detroit; † 23. Februar 1995 in New York) war eine US-amerikanische Schwimmerin.
Sie nahm an den Olympischen Sommerspielen 1920 in der belgischen Stadt Antwerpen teil. Dort gelang ihr am 29. August mit der 4 × 100-m-Freistilstaffel der Gewinn der Goldmedaille. Die Amerikanerinnen verbesserten den seit 1912 bestehenden Langbahnweltrekord um 41,2 Sekunden und verwiesen in 5:11,6 min die Britinnen und die Schwedinnen auf die Plätze. Im Finale des 300-Meter-Freistilrennens belegte Woodbridge in 4:42,8 min den zweiten Platz hinter ihrer Landsfrau Ethelda Bleibtrey.
Margaret Woodbridge wurde 1989 in die International Swimming Hall of Fame aufgenommen und starb 1995 im Alter von 93 Jahren im New Yorker Borough Brooklyn.